# Notte cubana
Notte cubana è un EP di Franco e i "G.5", pubblicato su vinile a 45 giri nel 1957 dalla casa discografica Columbia.

## Descrizione
L'EP contiene quattro cover di brani latinoamericani, tre cha-cha-cha (Me Lo Dijo Adela, incisa da Tito Rodriguez, Luna de Miel en Puerto Rico, scritta e interpretata da Bobby Capo, e Rico Vacilon, lanciata dal Trio Habana) e un mambo (Mambo mania di Xavier Cugat).

## Tracce
LATO A
1. Me Lo Dijo Adela (Otilio Portal; edizioni musicali Francis Day)
2. Mambo mania (Xavier Cugat, George Lopez; edizioni musicali Francis Day)

LATO B
1. Luna de Miel en Puerto Rico (Bobby Capo; edizioni musicali Francis Day)
2. Rico Vacilon (Rosendo Ruiz Jr.; edizioni musicali Francis Day)